# Vilanova d'Isanta (Lladurs)
Vilanova d'Isanta és una masia del municipi de Lladurs a la comarca catalana del Solsonès, inclosa a l'Inventari del Patrimoni Arquitectònic de Catalunya.
Està situada a la solana de la serra de Vila-seca, a llevant del cap del Pla de Riard, a tocar de l'església de Sant Miquel de Vilanova dels Torrents. S'hi accedeix des de la carretera LV-4241-b (de Solsona a Sant Llorenç). Al punt quilomètric 12,8 surt la pista que hi mena en 1,9 km. El trencall està ben senyalitzat.

## Descripció
Masia de planta rectangular, orientada nord-sud, amb teulada a doble vessant. Va ser construïda en tres fases. La part més primitiva és la cara oest, on hi ha una paret amb parament d'opus spicatum, combinat amb fileres de petites lloses. La porta d'entrada es troba a la cara sud i és d'arc de mig punt adovellada. A la cara est, hi ha una gran arcada d'arc de mig punt que dona pas a la façana principal. Posteriorment es va afegir un nou pis a la casa, sobrealçant la teulada.

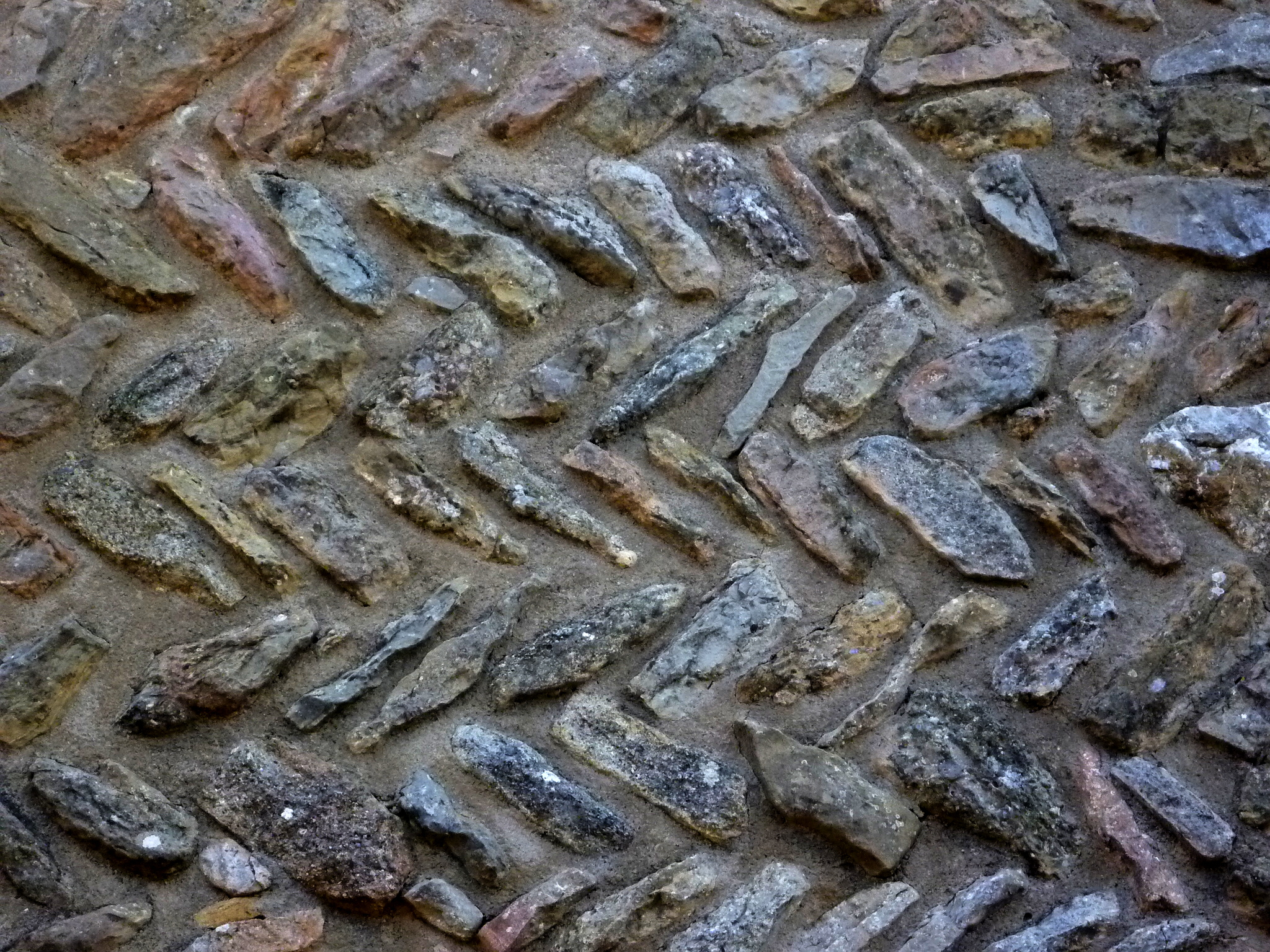
"Opus spicatum" a la façana nord

El parament és de pedres irregulars, excepte la paret de la cara oest i les cantonades que són amb pedra picada i tallada.

## Història
Les primeres notícies que tenim de la masia de Vilanova són del segle XI-XII, com ho demostra també la paret d'opus spicatum que trobem al darrere de la casa. Aquesta va ser feta en tres etapes diferents i es va anar engrandint. La darrera va ser al segle xviii, que és quan es va fer l'arcada que dona pas a la porta d'entrada, en la façana principal.